# Герцог Кадисский
Герцог Кадисский (исп. Duque de Cádiz) — испанский аристократический титул, созданный в 1484 году католическими монархами Фердинандом Арагонским и Изабеллой Кастильской для Родриго Понсе де Леона, 3-го графа Аркоса, 2-го маркиза Кадиса (1443—1492), из дома Понсе де Леон. Название герцогского титула происходит от названия города Кадис.

## История титула
В 1492 году после смерти Родриго Понсе де Леона его единственной наследницей стала дочь Франсиска Понсе де Леон и Хименес де ла Фуэнте, супруга маркиза де Сахара. Католические монархи вели переговоры с его наследницей Франсиской Понсе де Леон и Хименес де ла Фуэнте о передаче её владений и титулов короне. В 1493 году Франсиска и её муж уступили город-порт Кадис, титулы герцога и маркиза Кадиса испанской короне, получив взамен графство Касарес, а графство Аркос получило статус герцогства.
В течение нескольких столетий, до девятнадцатого века, данный титул не использовался. 9 мая 1820 года испанский король Фердинанд VII пожаловал титул герцога де Кадиса своему племяннику, новорожденному Франсиско Луису де Бурбону (1820—1821), старшему сыну инфанта Франсиско де Паула де Бурбона и Луизы Карлоты Бурбон-Сицилийской. После смерти инфанта герцогский титул был передан его младшему брату и тезке, Франсиско де Асис и Бурбону (1822—1902). В октябре 1846 года Франсиско де Асис Бурбон женился на своей двоюродной сестре, королеве Испании Изабелле II (1830—1904), правившей в 1833—1868 годах. Также титулы герцога де Кадиса носил инфант Испании Фердинанд Мария Баварский (1884—1958), старший сын принца Баварского Людвига Фердинанда (1859—1949), младшего брата короля Баварии Людвига III, и инфанты Испанской Марии де ла Пас (1862—1946), дочери испанской королевы Изабеллы II.
Последним носителем титула в 1972—1989 годах являлся принц Альфонсо, герцог Анжуйский и Кадисский, гранд Испании (1936—1989), старший сын инфанта Хайме де Бурбона (1908—1975), герцога Сеговии и Анжу, второго сына короля Испании Альфонсо XIII, и Эмануэлы де Дампьер (1913—2012). Он получил герцогский титул по инициативе деда своей супруги и диктатора Испанского государства, Франсиско Франко Баамонде. 22 ноября 1972 года Франко своим указом разрешил Альфонсо Анжуйскому право использовать титул герцога де Кадиса в Испании. После смерти Альфонсо, герцогский титул вновь вернулся к испанской короне.

## Герцоги де Кадис
|                                                                       | Титул | Период                                                                |
| Первая креация создана Изабеллой Кастильской и Фердинандом Арагонским | Первая креация создана Изабеллой Кастильской и Фердинандом Арагонским | Первая креация создана Изабеллой Кастильской и Фердинандом Арагонским |
| --------------------------------------------------------------------- | --- | --------------------------------------------------------------------- |
| I                                                                     | Родриго Понсе де Леон и Нунес (1443 — 28 августа 1492), второй сын Хуана Переса Понсе де Леона, 2-го графа Аркоса, и Леонор Нунес де Прадо                                                                                                   | 1484—1492                                                             |
| II                                                                    | Франсиска Понсе де Леон и Хименес де ла Фуэнте (?-?), дочь предыдущего и Инес Бесерриль и де ла Фуэнте, супруга Луиса Понсе де Леона и Фигероа, сеньора де Вильяграсия (ум. 1494)                                                            | 1492—1493                                                             |
| Вторая креация создана королем Испании Фердинандом VII                | |                                                                       |
| I                                                                     | Франсиско де Асис де Бурбон и Бурбон-Сицилийский (6 мая 1820 — 15 ноября 1821), старший сын инфанта Испании Франсиско де Паула де Бурбона (1794—1865), и принцессы Луизы Карлоты де Бурбон-Сицилийской (1804—1844)                           | 1820—1821                                                             |
| II                                                                    | Франсиско де Асис де Бурбон и Бурбон-Сицилийский (13 мая 1822 — 13 апреля 1902), второй сын инфанта Испании Франсиско де Паула де Бурбона (1794—1865), и принцессы Луизы Карлоты де Бурбон-Сицилийской (1804—1844), младший брат предыдущего | 1822—1902                                                             |
| III                                                                   | Фернандо Мария де Бавария и Бурбон (10 мая 1884 — 5 апреля 1958), старший сын принца Людвига Фердинанда Баварского (1859—1949), и инфанты Испании Марии де ла Пас де Бурбон (1862—1946)                                                      |                                                                       |
| Третья креация создана королем Испании Хуаном Карлосом I              | |                                                                       |
| I                                                                     | Альфонсо де Бурбон и Дампьер (20 апреля 1936 — 30 января 1989), старший сын инфанта Хайме де Бурбона (1908—1975), герцога Сеговии и Анжу, второго сына короля Испании Альфонсо XIII, и Эмануэлы де Дампьер (1913—2012)                       | 1972—1989                                                             |